# Babice (Okrouhlice)
Babice (německy Babitz) je vesnice, část obce Okrouhlice v okrese Havlíčkův Brod. Nachází se asi 1 km na západ od Okrouhlice. Prochází zde silnice II/150. Babice leží v katastrálním území Babice u Okrouhlice o rozloze 4,09 km2.

## Název
V roce 1591 se ves nazývala Babice, roku 1654 Babicze. Název znamená ves Babiců, tj. lidí Bábových. Pojmenování je pomnožné, skloňuje se v Babicích.

## Historie
První písemná zmínka o vesnici pochází z roku 1591.
V roce 1869 osada obce Vadín, v letech 1880–1961 samostatná obec, od roku 1961 spadá pod obec Okrouhlici jako její místní část.

## Přírodní poměry
Východně od vsi teče řeka Sázava, do níž se zprava vlévá Lučický potok. Nejvyšší bod o nadmořské výšce 440 m se nachází jihozápadně od vsi.

## Obyvatelstvo
Podle sčítání 1930 zde žilo v 53 domech 283 obyvatel, z nichž se 280 hlásilo k československé národnosti. Žilo tu 266 římských katolíků, 7 příslušníků Církve československé husitské a 2 židé.
| Rok            | 1869 | 1880 | 1890 | 1900 | 1910 | 1921 | 1930 | 1950 | 1961 | 1970 | 1980 | 1991 | 2001 | 2011 |
| -------------- | ---- | ---- | ---- | ---- | ---- | ---- | ---- | ---- | ---- | ---- | ---- | ---- | ---- | ---- |
| Počet obyvatel | 283  | 312  | 272  | 286  | 369  | 297  | 283  | 246  | 226  | 224  | 180  | 170  | 194  | 203  |
| Počet domů     | 37   | 37   | 39   | 42   | 43   | 45   | 53   | 55   | .    | 54   | 54   | 63   | 66   | 64   |

## Doprava
Nachází se 7 km jihovýchodně od Světlé nad Sázavou a 2 km západně od Okrouhlice, 12 km severovýchodně od Havlíčkova Brodu. Prochází tudy silnice II. třídy č. 150 a východně od vsi železniční trať Kolín – Havlíčkův Brod č. 230. Dopravní obslužnost zajišťuje dopravce ARRIVA VÝCHODNÍ ČECHY. Autobusy jezdí ve směrech Ledeč nad Sázavou, Havlíčkův Brod, Chotěboř, Chrudim, Pardubice, Hradec Králové, Trutnov, Janské Lázně, Světlá nad Sázavou, Okrouhlice a Praha. Vsí vede Naučná stezka Jana Zrzavého, zeleně značená turistická trasa z Volichova do Okrouhlice a cyklotrasa č. 19.